# 任秀娟
任秀娟（1974年9月14日—，辽宁大连），中国女子长跑运动员，专于马拉松。她两次代表本国参加奥林匹克马拉松比赛，于1996年取得个人最好名次第九名。在1997年世界田径锦标赛的10000米赛跑上她得第五名。她在1996年国际田联世界半马拉松锦标赛上赢得全球冠军，是第一个在此赛事项目夺冠的亚洲人。
她以2小时30分00秒赢得1995年北京马拉松、1996年继续参加并把成绩提高到2小时27分13秒。她在2001年最后一次在北京参赛，取得个人最好成绩2小时24分22秒，得第三名。

## 国际竞赛
| 年        | 賽事               | 舉辦城市     | 名次      | 項目      | 記錄      |
| 代表 中国 | 代表 中国          | 代表 中国    | 代表 中国 | 代表 中国 | 代表 中国 |
| --------- | ------------------ | ------------ | --------- | --------- | --------- |
| 1996      | 奥林匹克运动会     | 美国亚特兰大 | 第9名     | 马拉松    | 2:31:21   |
| 1996      | 世界半马拉松锦标赛 | 西班牙帕尔马 | 第1名     | 半马拉松  | 1:10:39   |
| 1997      | 世界锦标赛         | 希腊雅典     | 第5名     | 10,000 m  | 31:50.63  |
| 2000      | 奥林匹克运动会     | 澳大利亚悉尼 | 第10名    | 马拉松    | 2:27:55   |